# Liste der Monuments historiques in Sombernon
Die Liste der Monuments historiques in Sombernon führt die Monuments historiques in der französischen Gemeinde Sombernon auf.

## Liste der Objekte
| Bezeichnung                           | Beschreibung                                             | Standort                                   | Kennzeichnung | Schutzstatus | Datum | Bild |
| ------------------------------------- | -------------------------------------------------------- | ------------------------------------------ | ------------- | ------------ | ----- | ---- |
| Skulptur eines segnenden Bischofs (1) | Holz, farbig gefasst, 15. Jahrhundert                    | in der Kirche Nativité-de-la-Vierge (Lage) | PM21002280    | Classé       | 1913  |      |
| Skulptur Madonna mit Kind             | Kalkstein, farbig gefasst, 16. Jahrhundert               | in der Kirche Nativité-de-la-Vierge (Lage) | PM21002281    | Classé       | 1913  |      |
| Skulptur Johannes der Täufer          | Kalkstein, farbig gefasst und vergoldet, 16. Jahrhundert | in der Kirche Nativité-de-la-Vierge (Lage) | PM21002282    | Classé       | 1913  |      |
| Skulptur Heiliger Maclovius von Aleth | Kalkstein, farbig gefasst, 16. Jahrhundert               | in der Kirche Nativité-de-la-Vierge (Lage) | PM21002283    | Classé       | 1913  |      |
| Grabstein für Cyrille Billot          | Kalkstein, bezeichnet 1430                               | in der Kirche Nativité-de-la-Vierge (Lage) | PM21002284    | Classé       | 1923  |      |
| Grabstein eines Geistlichen           | Kalkstein, bezeichnet 1462                               | in der Kirche Nativité-de-la-Vierge (Lage) | PM21002285    | Classé       | 1923  |      |
| Skulptur Paulus                       | Kalkstein, ehemals farbig gefasst, 16. Jahrhundert       | in der Kirche Nativité-de-la-Vierge (Lage) | PM21002286    | Classé       | 1960  |      |
| Skulptur eines Bischofs mit Buch      | Kalkstein, farbig gefasst, 16. Jahrhundert               | in der Kirche Nativité-de-la-Vierge (Lage) | PM21002287    | Classé       | 1960  |      |
| Skulptur eines segnenden Bischofs (2) | Kalkstein, farbig gefasst, 16. Jahrhundert               | in der Kirche Nativité-de-la-Vierge (Lage) | Référence     | Classé       | 1960  |      |
| Skulptur Heiliger Sebastian           | Kalkstein, farbig gefasst, 16. Jahrhundert               | in der Kirche Nativité-de-la-Vierge (Lage) | PM21002289    | Classé       | 1960  |      |
| Kelch und Patene                      | Silber, vergoldet, bezeichnet 1650                       | in der Kirche Nativité-de-la-Vierge (Lage) | PM21002290    | Classé       | 1974  |      |
| Paxtafel                              | Kupfer, versilbert, 1974                                 | in der Kirche Nativité-de-la-Vierge (Lage) | PM21003517    | Inscrit      | 1974  |      |